# Ліга чемпіонів з хокею 2021—2022
Ліга чемпіонів з хокею 2021—2022 — сьомий сезон турніру, який розпочався 26 серпня 2021, а завершився 1 березня 2022.
Переможцем став шведський клуб Регле.
Американець Раян Ляш став найкращим бомбардиром, набравши 18 очок.

## Кваліфікація
| Клуб                  | Місто          | Ліга                    | Кваліфікація                          |
| --------------------- | -------------- | ----------------------- | ------------------------------------- |
| Фрелунда              | Гетеборг       | Шведська хокейна ліга   | Переможець 2022                       |
| Векше Лейкерс         | Векше          | Шведська хокейна ліга   | переможець плей-оф                    |
| Регле                 | Енгельгольм    | Шведська хокейна ліга   | 2-е місце регулярного чемпіонату      |
| Лександ               | Лександ        | Шведська хокейна ліга   | 3-є місце регулярного чемпіонату      |
| Шеллефтео АІК         | Шеллефтео      | Шведська хокейна ліга   | 4-е місце регулярного чемпіонату      |
| Цуг                   | Цуг            | Національна ліга А      | переможець плей-оф                    |
| Лугано                | Лугано         | Національна ліга А      | 2-е місце регулярного чемпіонату      |
| Фрібур-Готтерон       | Фрібур         | Національна ліга А      | 3-є місце регулярного чемпіонату      |
| Лозанна               | Лозанна        | Національна ліга А      | 4-е місце регулярного чемпіонату      |
| ЦСК Лайонс            | Цюрих          | Національна ліга А      | 5-е місце регулярного чемпіонату      |
| Айсберен Берлін       | Берлін         | Німецька хокейна ліга   | чемпіон                               |
| Адлер Мангайм         | Мангайм        | Німецька хокейна ліга   | Південна група переможець             |
| Ред Булл (Мюнхен)     | Мюнхен         | Німецька хокейна ліга   | Південна група 2-е місце              |
| Фіштаун Пінгвінс      | Бремергафен    | Німецька хокейна ліга   | Північна група 2-е місце              |
| Лукко                 | Раума          | Лійга                   | чемпіон                               |
| ГІФК                  | Гельсінкі      | Лійга                   | 2-е місце регулярного чемпіонату      |
| ТПС                   | Турку          | Лійга                   | 3-є місце регулярного чемпіонату      |
| Таппара               | Тампере        | Лійга                   | 4-е місце регулярного чемпіонату      |
| Оцеларжи              | Тржинець       | Чеська екстраліга       | чемпіон                               |
| Спарта (Прага)        | Прага          | Чеська екстраліга       | переможець регулярного чемпіонату     |
| Млада-Болеслав        | Млада-Болеслав | Чеська екстраліга       | 3-є місце регулярного чемпіонату      |
| Клагенфурт            | Клагенфурт     | ICE Hockey League       | чемпіон                               |
| Больцано              | Больцано       | ICE Hockey League       | переможець регулярного чемпіонату     |
| Ред Булл (Зальцбург)  | Зальцбург      | ICE Hockey League       | Краще місце серед півфіналістів       |
| Кардіфф Девілс        | Кардіфф        | Британська елітна ліга  | переможець регулярного сезону 2019–20 |
| Руан                  | Руан           | Ліга Магнус             | переможець регулярного сезону         |
| Фріск Аскер           | Аскер          | ГЕТ-Ліга                | переможець регулярного сезону         |
| ГКС (Ястшембе)        | Ястшембе-Здруй | Польська Екстраліга     | чемпіон                               |
| Рунгстед Сеєр Кепітал | Рунгестад      | Метал Ліген             | чемпіон                               |
| Сеннер'юск            | Хадерслев      | Метал Ліген             | Континентальний кубок переможець      |
| Донбас                | Донецьк        | Українська хокейна ліга | Wild card                             |
| Слован (Братислава)   | Братислава     | Словацька екстраліга    | Wild card                             |

## Розклад та жеребкування
Розклад змагань наступний:
| Фаза           | Раунд        | Раунд        | Дата жеребкування | Перше коло           | Друге коло           |
| -------------- | ------------ | ------------ | ----------------- | -------------------- | -------------------- |
| Груповий раунд | 1 тур        | Групи A-F    | 19 травня 2021    | 26–27 серпня 2021    | 26–27 серпня 2021    |
| Груповий раунд | 1 тур        | Групи G-H    | 19 травня 2021    | 9–10 вересня 2021    | 9–10 вересня 2021    |
| Груповий раунд | 2 тур        | Групи A-F    | 19 травня 2021    | 28–29 серпня 2021    | 28–29 серпня 2021    |
| Груповий раунд | 2 тур        | Групи G-H    | 19 травня 2021    | 11–12 вересня 2021   | 11–12 вересня 2021   |
| Груповий раунд | 3 тур        | 3 тур        | 19 травня 2021    | 2–3 вересня 2021     | 2–3 вересня 2021     |
| Груповий раунд | 4 тур        | 4 тур        | 19 травня 2021    | 4–5 вересня 2021     | 4–5 вересня 2021     |
| Груповий раунд | 5 тур        | 5 тур        | 19 травня 2021    | 5–6 жовтня 2021      | 5–6 жовтня 2021      |
| Груповий раунд | 6 тур        | 6 тур        | 19 травня 2021    | 12–13 жовтня 2021    | 12–13 жовтня 2021    |
| Плей-оф        | 1/8 фіналу   | 1/8 фіналу   | 15 жовтня 2021    | 16–17 листопада 2021 | 23–24 листопада 2021 |
| Плей-оф        | Чвертьфінали | Чвертьфінали | 15 жовтня 2021    | 7–8 грудня 2021      | 14 грудня 2021       |
| Плей-оф        | Півфінали    | Півфінали    | 15 жовтня 2021    | 4–5 січня 2022       | 11–12 січня 2022     |
| Плей-оф        | Фінал        | Фінал        | 15 жовтня 2021    | 1 березня 2022       | 1 березня 2022       |

### Рейтинг клубів
| Кошик 1                                                   | Кошик 2                                                | Кошик 3                                                                    | Кошик 4                                                                     | Кошик 5                                                                                               |
| --------------------------------------------------------- | ------------------------------------------------------ | -------------------------------------------------------------------------- | --------------------------------------------------------------------------- | --- |
| Фрелунда Векше Лейкерс Цуг Айсберен Берлін Лукко Оцеларжи | Регле Лугано Адлер Мангайм ГІФК Спарта (Прага) Лександ | Фрібур-Готтерон Ред Булл (Мюнхен) ТПС Млада-Болеслав Шеллефтео АІК Лозанна | Фіштаун Пінгвінс Таппара ЦСК Лайонс Юність-Мінськ Кардіфф Девілс Сеннер'юск | Клагенфурт Больцано Ред Булл (Зальцбург) Руан Фріск Аскер ГКС (Ястшембе) Рунгстед Сеєр Кепітал Донбас |

## Груповий етап

### Група А
| Поз | Команда          | М | В | ВО | ПО | П | ГЗ | ГП | Різ | О  | Кваліфікація |         | СПА | ВЕК      | БРЕ | ТПС |
| --- | ---------------- | - | - | -- | -- | - | -- | -- | --- | -- | ------------ | ------- | --- | -------- | --- | --- |
| 1   | Спарта (Прага)   | 6 | 3 | 2  | 0  | 1 | 17 | 10 | +7  | 13 | Плей-оф      |         | —   | 2–1 (OT) | 5–2 | 3–2 |
| 2   | Векше Лейкерс    | 6 | 3 | 0  | 1  | 2 | 14 | 10 | +4  | 10 | Плей-оф      |         | 2–1 | —        | 5–0 | 4–2 |
| 3   | Фіштаун Пінгвінс | 6 | 3 | 0  | 0  | 3 | 10 | 15 | −5  | 9  |              |         | 1–2 | 2–1      | —   | 3–0 |
| 4   | ТПС              | 6 | 1 | 0  | 1  | 4 | 10 | 16 | −6  | 4  |              | 2–3 (Б) | 3–1 | 1–2      | —   |     |

### Група B
| Поз | Команда        | М | В | ВО | ПО | П | ГЗ | ГП | Різ | О  | Кваліфікація |     | ФРЕ | ЦСК      | ГІФК | МЛА |
| --- | -------------- | - | - | -- | -- | - | -- | -- | --- | -- | ------------ | --- | --- | -------- | ---- | --- |
| 1   | Фрелунда       | 6 | 4 | 1  | 0  | 1 | 19 | 13 | +6  | 14 | Плей-оф      |     | —   | 4–3 (OT) | 4–1  | 4–3 |
| 2   | ЦСК Лайонс     | 6 | 4 | 0  | 1  | 1 | 16 | 12 | +4  | 13 | Плей-оф      |     | 4–2 | —        | 0–3  | 7–3 |
| 3   | ГІФК           | 6 | 2 | 1  | 0  | 3 | 10 | 9  | +1  | 8  |              |     | 2–3 | 0–2      | —    | 2–1 |
| 4   | Млада-Болеслав | 6 | 0 | 0  | 1  | 5 | 9  | 20 | −11 | 1  |              | 1–4 | 0–1 | 1–2 (OT) | —    |     |

### Група C
| Поз | Команда        | М | В | ВО | ПО | П | ГЗ | ГП | Різ | О  | Кваліфікація |     | ЛУК     | МАН | ЛОЗ      | КАР |
| --- | -------------- | - | - | -- | -- | - | -- | -- | --- | -- | ------------ | --- | ------- | --- | -------- | --- |
| 1   | Лукко          | 6 | 4 | 0  | 2  | 0 | 22 | 11 | +11 | 14 | Плей-оф      |     | —       | 5–1 | 2–3 (OT) | 5–2 |
| 2   | Адлер Мангайм  | 6 | 3 | 1  | 0  | 2 | 21 | 13 | +8  | 11 | Плей-оф      |     | 2–1 (Б) | —   | 1–3      | 7–2 |
| 3   | Лозанна        | 6 | 2 | 1  | 0  | 3 | 11 | 15 | −4  | 8  |              |     | 0–3     | 2–5 | —        | 2–0 |
| 4   | Кардіфф Девілс | 6 | 1 | 0  | 0  | 5 | 11 | 26 | −15 | 3  |              | 3–6 | 0–5     | 4–1 | —        |     |

### Група D
| Поз | Команда           | М | В | ВО | ПО | П | ГЗ | ГП | Різ | О  | Кваліфікація |     | РКГ      | МЮН  | ЦУГ | СЕН |
| --- | ----------------- | - | - | -- | -- | - | -- | -- | --- | -- | ------------ | --- | -------- | ---- | --- | --- |
| 1   | Регле             | 6 | 4 | 1  | 0  | 1 | 23 | 14 | +9  | 14 | Плей-оф      |     | —        | 4–3  | 5–3 | 8–3 |
| 2   | Ред Булл (Мюнхен) | 6 | 4 | 0  | 0  | 2 | 25 | 13 | +12 | 12 | Плей-оф      |     | 2–1      | —    | 3–4 | 6–2 |
| 3   | Цуг               | 6 | 3 | 0  | 1  | 2 | 28 | 19 | +9  | 10 |              |     | 1–2 (OT) | 1–6  | —   | 9–3 |
| 4   | Сеннер'юск        | 6 | 0 | 0  | 0  | 6 | 11 | 41 | −30 | 0  |              | 2–3 | 1–5      | 0–10 | —   |     |

### Група E
| Поз | Команда         | М | В | ВО | ПО | П | ГЗ | ГП | Різ | О  | Кваліфікація |     | ТАП | ШЕЛ | БЕР      | ЛУГ      |
| --- | --------------- | - | - | -- | -- | - | -- | -- | --- | -- | ------------ | --- | --- | --- | -------- | -------- |
| 1   | Таппара         | 6 | 3 | 2  | 0  | 1 | 25 | 18 | +7  | 13 | Плей-оф      |     | —   | 4–2 | 5–4 (OT) | 3–2 (OT) |
| 2   | Шеллефтео АІК   | 6 | 3 | 0  | 0  | 3 | 22 | 21 | +1  | 9  | Плей-оф      |     | 6–1 | —   | 5–3      | 3–5      |
| 3   | Айсберен Берлін | 6 | 2 | 0  | 1  | 3 | 21 | 26 | −5  | 7  |              |     | 1–6 | 3–5 | —        | 6–3      |
| 4   | Лугано          | 6 | 2 | 0  | 1  | 3 | 20 | 23 | −3  | 7  |              | 3–6 | 5–1 | 2–4 | —        |          |

1. 1 2  Очки в особистих зустрічах: Айсберен Берлін 6, Лугано 0.

### Група F
| Поз | Команда             | М | В | ВО | ПО | П | ГЗ | ГП | Різ | О  | Кваліфікація |     | ФРІ | ЛЕК | ОЦЕ | СЛО |
| --- | ------------------- | - | - | -- | -- | - | -- | -- | --- | -- | ------------ | --- | --- | --- | --- | --- |
| 1   | Фрібур-Готтерон     | 6 | 6 | 0  | 0  | 0 | 25 | 9  | +16 | 18 | Плей-оф      |     | —   | 3–0 | 6–2 | 5–2 |
| 2   | Лександ             | 6 | 4 | 0  | 0  | 2 | 17 | 16 | +1  | 12 | Плей-оф      |     | 2–5 | —   | 3–2 | 5–3 |
| 3   | Оцеларжи            | 6 | 2 | 0  | 0  | 4 | 15 | 17 | −2  | 6  |              |     | 3–4 | 1–3 | —   | 3–0 |
| 4   | Слован (Братислава) | 6 | 0 | 0  | 0  | 6 | 8  | 23 | −15 | 0  |              | 0–2 | 2–4 | 1–4 | —   |     |

### Група G
| Поз | Команда               | М | В | ВО | ПО | П | ГЗ | ГП | Різ | О  | Кваліфікація |     | КЛА | РУА      | ДОН | РУН      |
| --- | --------------------- | - | - | -- | -- | - | -- | -- | --- | -- | ------------ | --- | --- | -------- | --- | -------- |
| 1   | Клагенфурт            | 6 | 3 | 2  | 0  | 1 | 19 | 9  | +10 | 13 | Плей-оф      |     | —   | 2–1 (OT) | 1–2 | 3–2 (OT) |
| 2   | Руан                  | 6 | 3 | 0  | 1  | 2 | 15 | 14 | +1  | 10 | Плей-оф      |     | 0–4 | —        | 4–3 | 5–1      |
| 3   | Донбас                | 6 | 2 | 0  | 2  | 2 | 15 | 17 | −2  | 8  |              |     | 3–4 | 2–1      | —   | 2–3 (Б)  |
| 4   | Рунгстед Сеєр Кепітал | 6 | 0 | 2  | 1  | 3 | 13 | 22 | −9  | 5  |              | 1–5 | 2–4 | 4–3 (OT) | —   |          |

### Група H
| Поз | Команда              | М | В | ВО | ПО | П | ГЗ | ГП | Різ | О  | Кваліфікація |     | ЗАЛ      | БОЛ     | ГКС | ФРІ     |
| --- | -------------------- | - | - | -- | -- | - | -- | -- | --- | -- | ------------ | --- | -------- | ------- | --- | ------- |
| 1   | Ред Булл (Зальцбург) | 6 | 4 | 1  | 0  | 1 | 23 | 13 | +10 | 14 | Плей-оф      |     | —        | 3–5     | 6–1 | 1–0     |
| 2   | Больцано             | 6 | 3 | 1  | 2  | 0 | 20 | 13 | +7  | 13 | Плей-оф      |     | 3–4 (OT) | —       | 3–1 | 1–2 (Б) |
| 3   | ГКС (Ястшембе)       | 6 | 2 | 0  | 1  | 3 | 17 | 21 | −4  | 7  |              |     | 2–3      | 2–3 (Б) | —   | 4–3     |
| 4   | Фріск Аскер          | 6 | 0 | 1  | 0  | 5 | 11 | 24 | −13 | 2  |              | 2–6 | 1–5      | 3–7     | —   |         |

## Плей-оф

### Команди
За підсумками групового етапу до плей-оф кваліфікувались 16 клубів.
| Група | Переможці (сіяні у жеребкуванні 1/8 фіналу) | Другі місця (несіяні у жеребкуванні 1/8 фіналу) |
| ----- | ------------------------------------------- | ----------------------------------------------- |
| A     | Спарта (Прага)                              | Векше Лейкерс                                   |
| B     | Фрелунда                                    | ЦСК Лайонс                                      |
| C     | Лукко                                       | Адлер Мангайм                                   |
| D     | Регле                                       | Ред Булл (Мюнхен)                               |
| E     | Таппара                                     | Шеллефтео АІК                                   |
| F     | Фрібур-Готтерон                             | Лександ                                         |
| G     | Клагенфурт                                  | Руан                                            |
| H     | Ред Булл (Зальцбург)                        | Больцано                                        |

### 1/8 фіналу
Жеребкування відбулось 15 жовтня 2021 року в швейцарському Цюриху. Перші матчі провели 16 та 17 листопада, а матчі-відповіді 23 та 24 листопада 2021 року.
| Команда 1       | Заг. | Команда 2           | 1-й матч | 2-й матч  |
| --------------- | ---- | ------------------- | -------- | --------- |
| Фрібур-Готтерон | 4–7  | Ред Булл (Мюнхен)   | 2–4      | 2–3       |
| Больцано        | 1–3  | Лукко               | 1–3      | Скасовано |
| Векше Лейкерс   | 4–6  | Таппара             | 2–2      | 2–4       |
| Руан            | 4–3  | Ред Булл (Зальцбург | 3–0      | 1–3       |
| ЦСК Лайонс      | 4–7  | Регле               | 3–4      | 1–3       |
| Шеллефтео АІК   | 3–4  | Спарта (Прага)      | 1–3      | 2–1       |
| Адлер Мангайм   | 2–14 | Фрелунда            | 1–10     | 1–4       |
| Клагенфурт      | 5–8  | Лександ             | 4–0      | 1–8       |

### Чвертьфінали
| Команда 1      | Заг.     | Команда 2         | 1-й матч | 2-й матч |
| -------------- | -------- | ----------------- | -------- | -------- |
| Лукко          | 3–4 (OT) | Ред Булл (Мюнхен) | 2–2      | 1–2      |
| Таппара        | 7–3      | Руан              | 3–3      | 4–0      |
| Спарта (Прага) | 5–6      | Регле             | 2–5      | 3–1      |
| Лександ        | 5–8      | Фрелунда          | 2–5      | 3–3      |

### Півфінали
| Команда 1         | Заг. | Команда 2 | 1-й матч  | 2-й матч |
| ----------------- | ---- | --------- | --------- | -------- |
| Ред Булл (Мюнхен) | 0–3  | Таппара   | Скасовано | 0–3      |
| Регле             | 8–4  | Фрелунда  | 5–3       | 3–1      |

### Фінал
| 1 березня 2022 19:00 (UTC+1) | Регле | 2 : 1 (1:0, 1:0, 0:1) | Таппара | Катена Арена, Енгельгольм Глядачів: 4,950 |

|                                                                          | Крістофер Ріфалк | Голкіпери                     | Крістіан Гельянко | Арбітри: Робін Шир Владімір Пешина |
| Заар (Бенгтссон, Юнссон) – 02:53 Заар (Тамбелліні, Стол Люренес) – 29:22 | 1–0 2–0 2–1      | 44:23 – Мереля (Морлі, Левчі) |                   | Арбітри: Робін Шир Владімір Пешина |
| 2 хв.                                                                    | Вилучення        | 2 хв.                         |                   | Арбітри: Робін Шир Владімір Пешина |
| 29                                                                       | Кидки            | 25                            |                   | Арбітри: Робін Шир Владімір Пешина |

## Виноски
1. ↑  «Донбас» проводив домашні матчі в Палаці спорту, Київ, замість своєї звичайної арени Альтаїр, Дружківка.[5]
2. 1 2  У зв'язку з політичною ситуацією в Білорусі, словаки замінили білоруський клуб Юність-Мінськ.[7]
3. ↑  Гра-відповідь 1/8 фіналу між «Лукко» та «Больцано» була скасована, оскільки ряд гравців «Лукко» були поза грою через протокол COVID-19, і було вирішено брати до уваги лише результат першої гри .[12][13]
4. ↑  Першу півфінальну гру між «Ред Бул» (Мюнхен) і «Таппара» було скасовано, оскільки один гравець «Ред Бул» (Мюнхен) був поза грою через протокол COVID-19.[14]
5. ↑  Друга півфінальна гра між «Таппара» та «Ред Бул» (Мюнхен) спочатку була скасована через обмеження, пов’язані з COVID-19[15] але пізніше була перенесена на 25 січня 2022 року замість 11 січня 2022 року.[16] 20 січня 2022 року гру було знову відкладено, оскільки кілька гравців команди «Таппара» дали позитивний результат на COVID-19.[17] 24 січня 2022 року гру було заплановано на 1 лютого 2022 року.[18]